# Iona Edwards
Iona Cherlene Edwards is een inheems-Surinaams politicus uit het district Sipaliwini. Sinds de verkiezingen van 2020 is ze voor de NDP lid van De Nationale Assemblée.

## Biografie
Edwards was in 2015 lid van de Districtsraad van Sipaliwini. Tijdens de verkiezingen van 2020 was ze in haar district kandidaat op nummer 2 voor de Nationale Democratische Partij (NDP). Partijgenoot Silvana Afonsoewa was speciaal naar dit district verhuisd om zich hier te kandideren als lijsttrekker en stemmen te trekken. Edwards behaalde echter met 1335 stemmen meer stemmen dan Afonsoewa die 944 stemmen achter zich kreeg. De NDP behaalde in Sipaliwini een zetel zodat Edwards op 29 juni 2020 haar entree maakte in De Nationale Assemblée.
Tijdens de verkiezingen van 2025 werd ze op nummer 9 van de lijst van de NDP herkozen.